# بخش‌های دپارتمان من-ا-لوار
بخش‌های دپارتمان من-ا-لوار (انگلیسی: Arrondissements of the Maine-et-Loire department) شامل ۴ بخش به شرح زیر است:
1. بخش انژر با ۶۹ کمون (فرانسه) و جمعیت ۳۹۷ هزار نفر در سال ۲۰۱۳ می‌باشد.
2. بخش شله با ۳۲ کمون (فرانسه) و جمعیت ۲۰۳ هزار نفر در سال ۲۰۱۳ می‌باشد.
3. بخش سومور با ۵۶ کمون (فرانسه) و جمعیت ۱۳۷ هزار نفر در سال ۲۰۱۳ می‌باشد.
4. بخش سگره با ۲۹ کمون (فرانسه) و جمعیت ۶۲ هزار نفر در سال ۲۰۱۳ می‌باشد.